# Poprad (řeka)
Poprad (německy Popper, maďarsky Poprád) je řeka na severním Slovensku a v jižním Polsku. Na Slovensku protéká okresy Poprad, Kežmarok a Stará Ľubovňa a v Polsku Malopolským vojvodstvím. Jde o pravostranný přítok Dunajce, dlouhý 174,2 km (z toho 144,2 km na Slovensku). Povodí má rozlohu 2081 km² (z toho 1950 km² na Slovensku). Jde o tok III. řádu. Za pramenný tok je považována zdrojnice Hincov potok.
Poprad skrze Dunajec a Vislu patří do úmoří Baltského moře a je v podstatě jedinou slovenskou řekou, která nepatří do povodí Dunaje (a úmoří Černého moře). Je to také říční systém s největším spádem na Slovensku (včetně Hincova potoka 1567 výškových metrů). Poprad je současně jedna z mála řek, které prolamují Karpatský oblouk.

## Průběh toku
Vzniká soutokem Hincova potoka a potoka Krupá, které se stékají v Mengusovské dolině ve Vysokých Tatrách v nadmořské výšce 1302,3 m. Protéká městy Svit, Poprad (největší na celém toku), Veľká Lomnica, Kežmarok, Spišská Belá (okolo), Podolínec a Stará Ľubovňa. Až k obci Čirč v okrese Stará Ľubovňa protéká jen územím Slovenska, nejprve Popradskou kotlinou, pak soutěskou mezi Spišskou Magurou a Levočskými vrchy a pak Spišsko-šarišským mezihořím.
Mezi Čirčem a Mníškom nad Popradom tvoří Poprad státní hranici s Polskem, kromě úseku u města Muszyna, kde je hranice od řeky odkloněna ve prospěch Polska. Hraniční úseky řeky mají délku 5 a 26 km, celkem tedy tvoří Poprad 31 z celkových 541 km slovensko-polské hranice. U Mníšku (379 m n. m.) definitivně opouští Slovensko a míří do lázeňského města Piwniczna-Zdrój. Po 25 km toku polským územím v úzkém, postupně se rozšiřujícím údolí, se mezi městy Stary a Nowy Sącz vlévá zprava do Dunajce (285 m n. m.). Větší část toku na polské straně vede (po něm nazvanou) chráněnou oblastí Popradzki Park Krajobrazowy.

## Přítoky
- zprava
  -  Mlynica, Potôčik, Hozelský potok, Kamenný potok, Vrbovský potok, Ľubica, Zlatná, Šuplatský potok, Križovevský potok, Holumnický potok, Lomnický potok, Kamrovský potok, Jakubianka, Ľubovnianka, Šambronka, Hromovec, Ľubotínka, Soliská
  - pohraniční Smrečný potok/Smereczek
  -  Kraczoników Potok, Kraczoń, Zimne, Podgórny Potok, Muszynka, Szczawnik, Milicki Potok, Milik, Żegiestowski Potok, Zdziar, Wierchomlanka, Łomniczanka, Jaworzyna, Głęboczanka, Potok Życzanowski, Żeleźnikowski Potok
- zleva
  -  Velký Šum, Haganský potok, Velický potok, Slavkovský potok, Rovny potok, Červený potok, Studený potok, Lomnický potok, Slavkovský jarok, Stranský potok, Kežmarská Biela voda, Hlboká voda, Čierna voda, Beliansky potok, Biela, Vojnianský potok, Toporský potok, Hladký potok, Križny potok, Dlhý potok, Rieka, Lackovský potok, Kamienka, Veľký Lipník, Malý Lipník, Jarabinský potok, Pasterník, Maslienka, Chmeľnický potok, Údolčanka, Krčmársky potok, Dubničný potok, Podmagurský potok, Kurčinský potok, Podzielne, Hrebeniacky potok, Starina, Lipník, Sulínsky potok, Grešácky potok, Hraničná
  -  Czercz, Młodowski Potok, Wielka Roztoka, Grabowski Potok, Przysietnicki Potok

## Vodní režim
Průměrný dlouhodobý průtok na státní hranici činí 22 m³/s. V Popradu v městské části Matejovce je to 3,31 m³/s (minimální je 1,10 m³/s a maximální je 243 m³/s).

## Fotogalerie

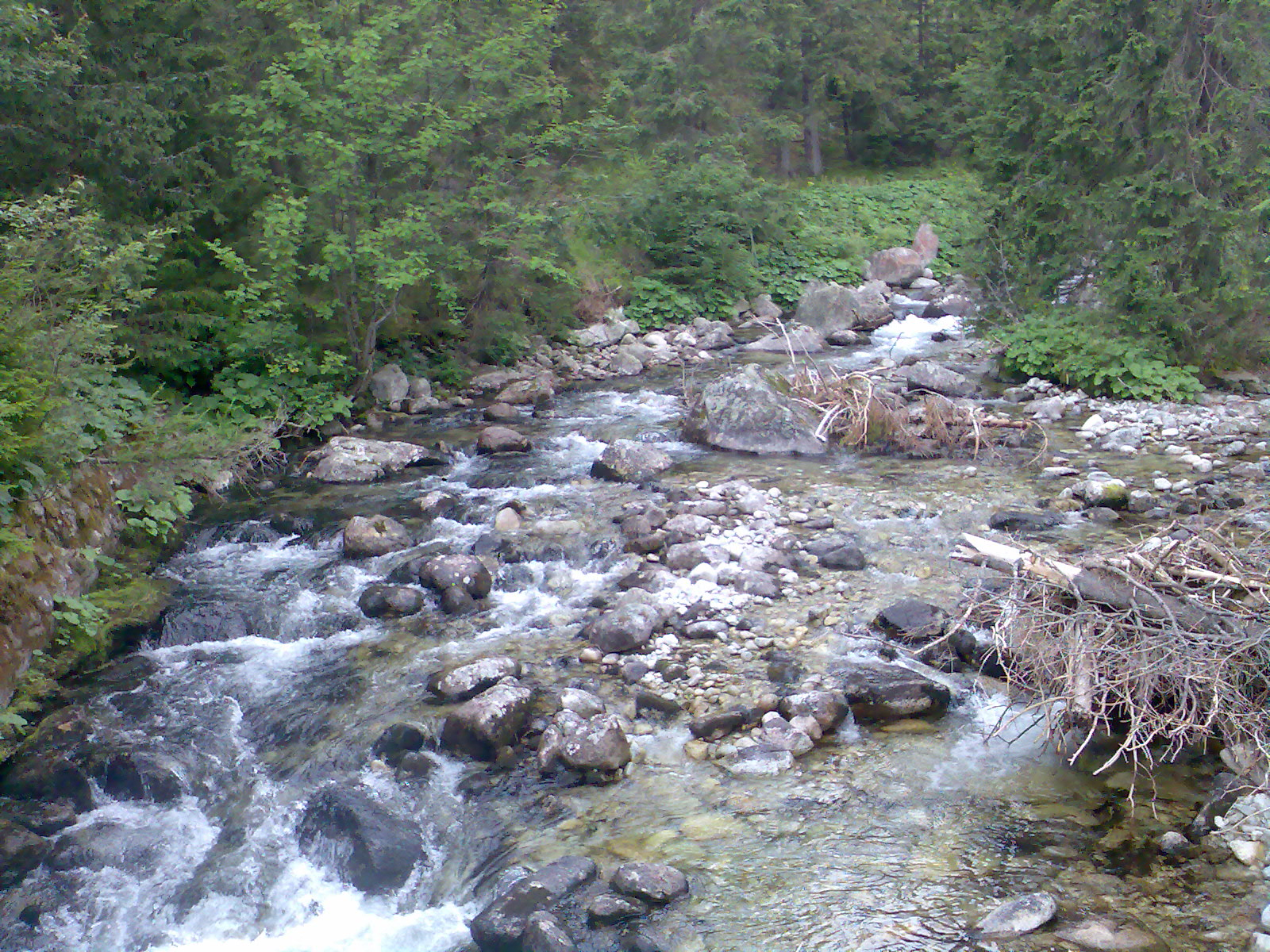
Horní tok kilometr pod soutokem zdrojnic
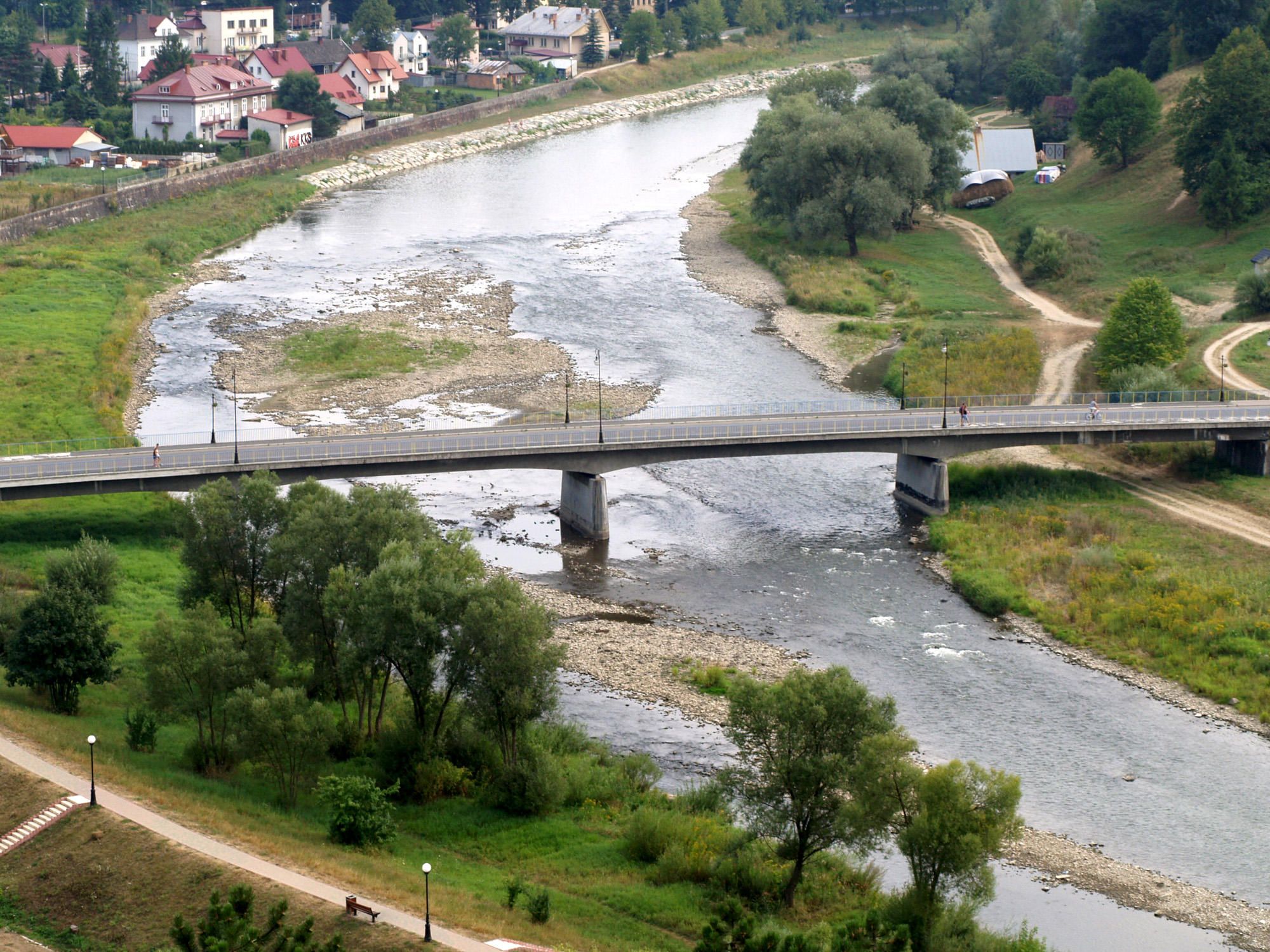
Poprad v Muszyně
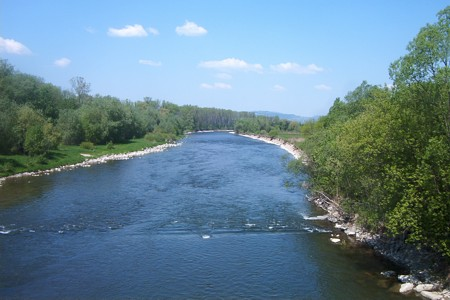
Dolní tok nedaleko ústí do Dunajce